# 產消合一者
產消合一者（Prosumer），亦稱生產性消費者，是可以自行生產所需商品和勞務的消費者，結合了專業生產者（Professional or producer）和消費者（Consumer）的角色。1980年，未來學家艾爾文·托夫勒在《第三波》（The Third Wave）創造該詞彙，並在2006出版的《財富革命》（Revolutionary Wealth）更詳細地描述各種商品與勞務的產消合一者，預言他們是形塑未來經濟的新主角。

## 各種定義

### 一般意義
根據艾爾文·托夫勒在《財富革命》（Revolutionary Wealth）2006年正式授權時報出版的中文翻譯，prosumer翻譯為產消合一者。不過坊間和日文翻譯也有生產性消費者，或生產消費者。

### 專業消費者
專業消費者泛指那些為了追求悠閒品味而度身訂造產品的社群。
他們對產品有深入的認知，也是消費者，但他們自訂，修改及改良產品。
這使得專業人士與消費者的分界開始變得模糊。
比如，一些業餘愛好者，會變得非常熱衷於追求興趣的實現。
他們自行改裝單車，相機，而非單單購買最新的現成產品。
這些熱愛興趣的社群，表現比起那些業餘的半吊子對產品有更深入的認識。
專業消費者的例子有：
- 自行裝修家居的人
- 對廚藝有追求的煮食者
- 半專業的攝影愛好者

專業消費者的之勢可追溯到上世紀80年代。當時，由於桌面排版技術變得成熟，使出版能普及化及簡單化。令到不同類型的興趣雜誌隨之興起，以滿足到專業消費者追求興趣實現的需要。而90年代中期起，隨住互聯網的普及，網上討論區，網頁也漸漸變成專業消費者收集與分享興趣的主要平台。
至於工人權益的進化，也是專業消費社群莊大的促進因素之一。因為隨住常人的工作時間減少，追求悠閒興趣的時間相對就增加了，這讓專業消費者有更多時間追求興趣及自我實現。